# Edmond James de Rothschild
Edmond Benjamin James de Rothschild, francosko-judovski bankir, filantrop in aktivist za judovske zadeve, * 19. avgust 1845, Pariz, † 2. november 1934, Pariz.

## Zgodnja leta
Rothschildovi so bili ugledna bankirska družina v predmestju Pariza, v Boulogne-sur-Seine. Edmond de Rothschild je bil najmlajši otrok Jamesa Mayerja Rothschilda in Betty von Rothschild. Odraščal je za časa Druge republike in nato Drugega cesarstva ter bil vojak »Garde Mobile« med prvo francosko-prusko vojno. Leta 1877 se je poročil z Adelheid Neapeljsko, hčerjo Wilhelma Carla von Rothschilda. Rodili so se jima trije otroci: James Armand Edmond, Maurice Edmond Karl in Miriam Caroline Alexandrine.

## Umetniška in filantropska zanimanja
Edmond de Rothschild je podedoval družinski dvorec v Boulogne-Billancourt, v njegovi lasti je bil tudi družinski dvorec d'Armainvilliers v Gretz-Armainvilliersu v departmaju Seine-et-Marne.
Nekoliko je bil dejaven v bankirstvu, vendar je vseskozi gojil umetniška in filantropska prizadevanja. Tako je pomagal pri ustanovitvi znanstvenoraziskovalnih ustanov, kot so Inštitut Henrija Poincaréja, Institut de biologie physico-chimique, Casa Velázguez v Madridu, Francoski institut v Londonu. Bil je član francoske Akademije lepih umetnosti, v okviru katere je podprl arheološka izkopavanja Charlesa Simona Clermont-Ganneauja v Egiptu, Eustachea de Lorey v Siriji in Raymonda Weyla v Palestini.
Edmond de Rothschild si je uredil dragoceno zbirko slik in grafik – več kot 40.000 grafik, skoraj 3000 slik in 500 ilustriranih knjig. Zbirko je podaril Louvru. V tej zbirki je bilo več kot sto Rembrandtovih grafik in slik. Del njegove zbirke je dobil njegov sin James A. de Rothschild in je danes del zbirke National Trust na posestvu v Waddesdonu, Anglija. Leta 1882 je začel kupovati zemljo v Palestini. Postal je vodilni zagovornik sionističnega gibanja, denarno je podprl prvi kraj v Rishon LeZionu.Z namenom ustanovitve judovske domovine je podpiral industrializacijo in gospodarski razvoj. Leta 1924 je osnoval Združenje za naselitev palestinskih Judov (PICA), ki je pridobilo več kot 125.000 juter (506 km2) zemlje in postavilo na noge gospodarstvo.
Imel je tudi osrednjo vlogo v izraelski vinogradniški dejavnosti. Pod nadzorstvom njegovih upraviteljev v Palestini so bili ustanovljeni kmetijske naselbine in vinogradi ter največji kleti v Rishon LeZionu in Zikhron Ya'aqovu.
Ocenjujejo, da je Edmond de Rothschild porabil več kot 50 milijonov ameriških dolarjev za financiranje naselbin, raziskovalnega dela na področju elektrotehnike in razvoja elektrarne. Leta 1934 je v pismu, naslovljenem na Društvo narodov, napisal, da »prizadevanja, da bi enkrat za vselej opravili z mitom o klateškem Židu, ne smejo povzročiti mita o klateškem Arabcu«.

## Smrt
Baron de Rothschild je umrl leta 1934 v Château Rothschild v Boulogne-Billancourt. Njegova žena Adelheid je umrla leto pozneje, in sicer 29. decembra 1935. Do aprila 1954 sta bila pokopana na pariškem pokopališču Père Lachaise, nato pa so njune poslednje ostanke prepeljali na krovu fregate v Izrael. V pristanišču Hajfe so ladjo pozdravile sirene in streli pušk. Na državne pogrebu je govoril tudi nekdanji ministrski predsednik David Ben-Gurion. Edmonda de Rothschilda in njegovo ženo so pokopali v Ramat Hanadiv Memorial Gardens, blizu mesta Zikhron Ya'aqov.

## Spominska žalna slovesnost
Zaradi njegove judovske filantropije se je Edmonda de Rothschilda prijel vzdevek »HaNadiv HaYadu'a« ('Znameniti dobrotnik') in v njegov spomin je njegov sin podaril fond za gradnjo zgradbe kneseta.
Izraelski kovanec 1982/5742 za dan neodvisnosti je posvečen spominu Edmonda de Rothschilda in zaznamuje stoletnico njegovega prvega projekta v Izraelu. Od 1982 do 1986 je bil baron Edmond upodobljen na bankovcu za petsto šeklov.
Po njem se imenuje Rothschildov bulvar v Tel Avivu in veliko drugih lokacij po Izraelu, pri katerih ustanovitvi je pomagal. Po njem je poimenovana tudi ena glavnih ulic v Rishon LeZionu, mestu, ki ga je pomagal ustanoviti. Leta 1996 so po njem poimenovali tudi novo nakupovalno središče. Njegovo ime nosi tudi park v Boulogne-Billancourtu v Parizu, Parc Edmond de Rothschild.